# Trait de Saxe-Thuringe
Le trait de Saxe-Thuringe (allemand : Sächsisch-Thüringisches Kaltlut) est une race de chevaux de trait originaire de Saxe et de Thuringe, en Allemagne.

## Dénomination
Son nom en allemand est Sächsisch-Thüringisches Kaltlut, ou Saxon-Thuringa. En anglais, il est nommé Saxony-Thuringian Coldblood.

## Histoire
Le Sächsisch-Thüringisches Kaltlut provient de l'Est de l'Allemagne, où le trait de Saxe, une lignée du trait de Rhénanie, a été croisé avec le cheval de Thuringe,. Jusqu'en 1990, il n'est pas distingué du trait de l'Altmark ni du Mecklembourgeois, l'organisation de l'élevage du cheval de trait en ex-Allemagne de l'Est aboutissant à une séparation entre trois races.

## Description
CAB International indique une taille allant de 1,54 m à 1,64 m, le guide Delachaux indiquant 1,58 m à 1,65 m, pour une moyenne de 1,62 m.
La tête, de profil rectiligne, est attachée à une forte encolure.
Les robes unies et le gris sont possibles, mais les plus fréquentes sont le bai, le bai-brun, l'alezan et le noir, avec quelques rouans.
La race est bien distincte génétiquement du Trait de Rhénanie, mais n'est pas distincte du Trait Mecklembourgeois.

## Utilisations
Le trait de Saxe-Thuringe est élevé en priorité pour la traction.

## Diffusion de l'élevage
CAB International le classe comme une race rare. Le Trait de Saxe-Thuringe est à faibles effectifs, et en danger d'extinction.